# 虞海燕
虞海燕（1961年7月—），男，浙江义乌人。中华人民共和国政治人物。1982年8月参加工作，1987年4月加入中国共产党。西安冶金建筑学院（今西安建筑科技大学）冶金系炼钢专业毕业，研究生学历。曾任中共甘肃省委常委、常务副省长及兰州市委书记等职。

## 生平
历任酒泉钢铁炼钢厂副厂长、厂长，酒泉钢铁公司总经理助理兼生产处处长，酒泉钢铁(集团)有限责任公司副总经理兼总工程师、总经理，甘肃省政府国有资产监督管理委员会主任，中共天水市委书记、市人大常委会主任，酒泉钢铁（集团）有限责任公司董事长等职。2011年4月，任中共甘肃省委常委，5月当选甘肃省人民政府副省长。2012年10月，任中共甘肃省委常委、兰州市委书记。2016年11月，任中共甘肃省委常委、甘肃省人民政府党组副书记、常务副省长。
2017年1月11日，中央纪委监察部网站宣布，虞海燕涉嫌严重违纪，接受组织调查。 虞海燕是中共十八大以来甘肃省落马的第二位省部级干部，也是连续第二任落马的中共兰州市委书记，前一位是陆武成。2017年6月4日被开除党籍、开除公职，移送司法机关。
2018年5月24日，重庆市第一中级人民法院一审公开开庭审理了虞海燕受贿一案。指控1998年至2016年，虞海燕利用职务上的便利，为有关单位和个人在产品销售、工程承揽、房地产开发、职务调整晋升等事项上谋取利益，直接或通过其妻子李岩华收受相关单位和个人给予的财物，共计折合人民币6563万余元。7月18日，重庆市第一中级人民法院公开宣判，对被告人虞海燕以受贿罪判处有期徒刑十五年，并处罚金人民币六百万元。对虞海燕受贿所得财物及其孳息，予以追缴，上缴国库。
2019年1月，中纪委主管的《中国纪检监察杂志》发文称虞海燕在任兰州市委书记期间，违规从酒泉钢铁集团公司调入一批干部，形成了一个政治小圈子，被戏称为“酒钢号”。